# Pachycondyla darwinii
Pachycondyla darwinii är en myrart som först beskrevs av Auguste-Henri Forel 1893.  Pachycondyla darwinii ingår i släktet Pachycondyla och familjen myror.

## Underarter
Arten delas in i följande underarter:
- P. d. africana
- P. d. darwinii
- P. d. indica
- P. d. madecassa

## Bildgalleri

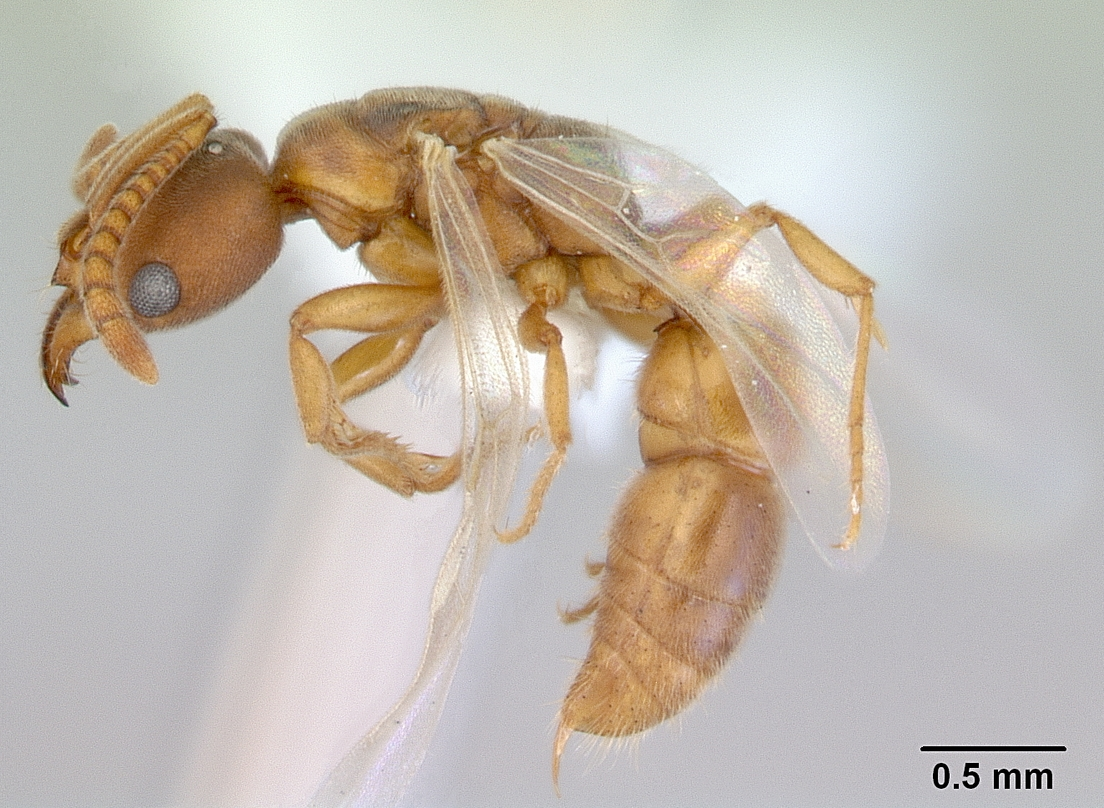
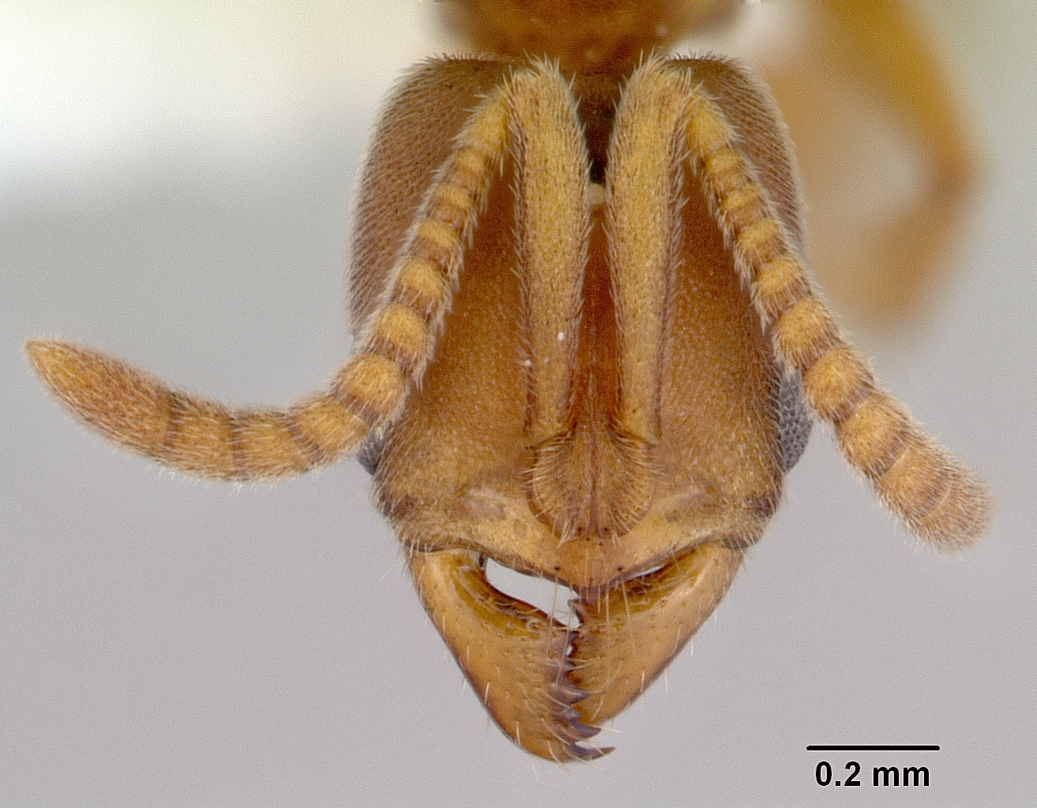
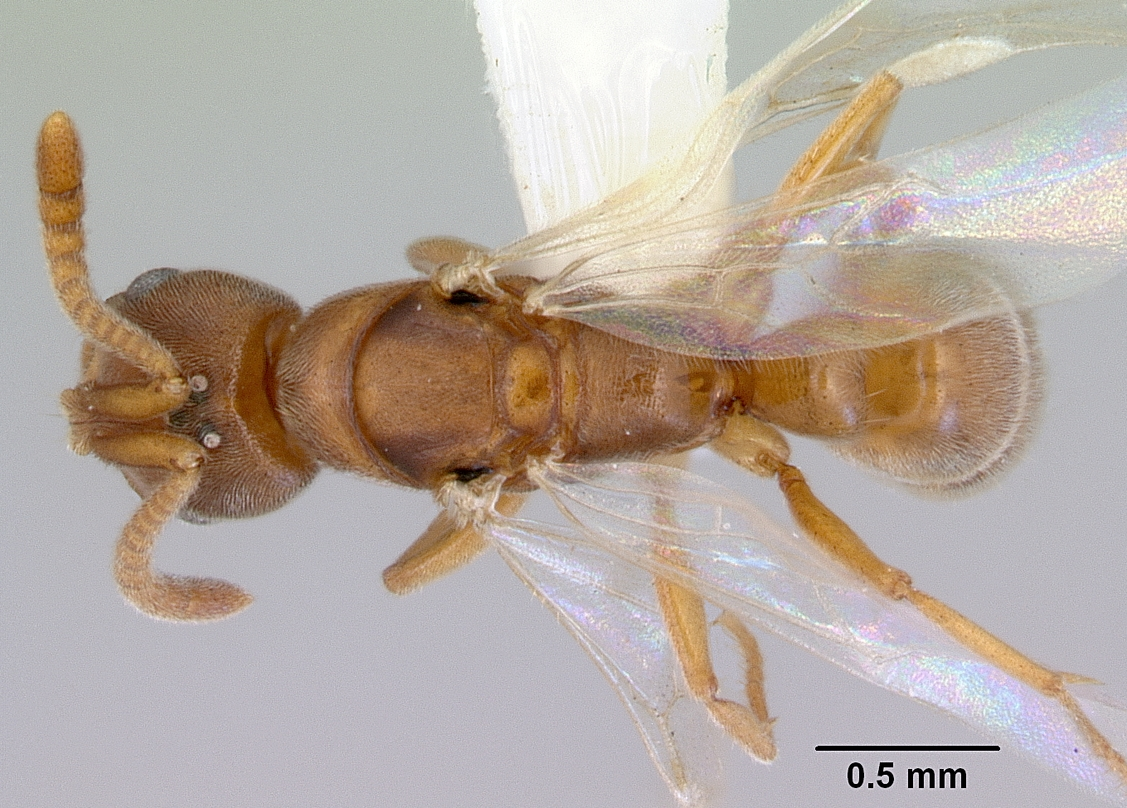
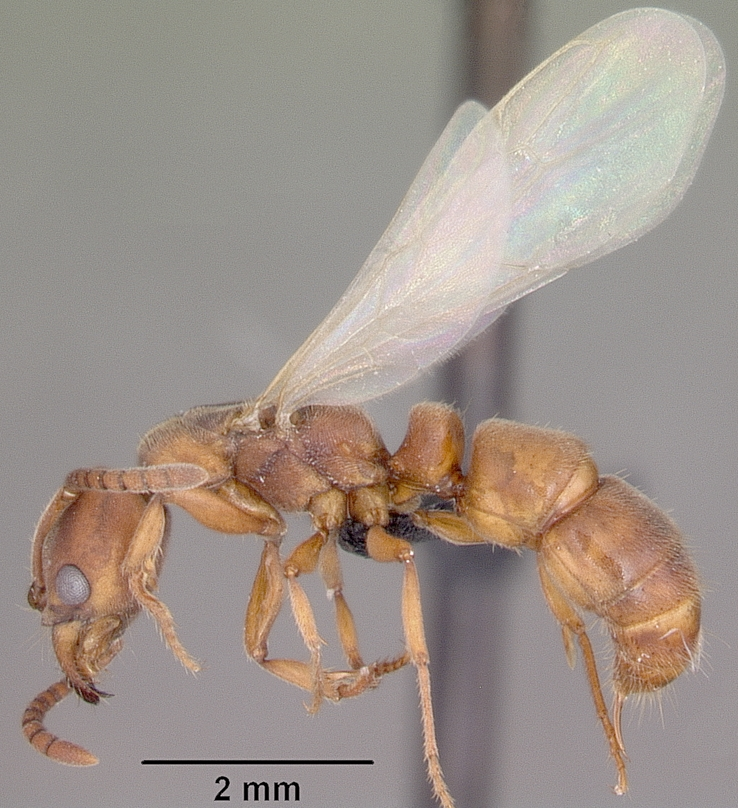
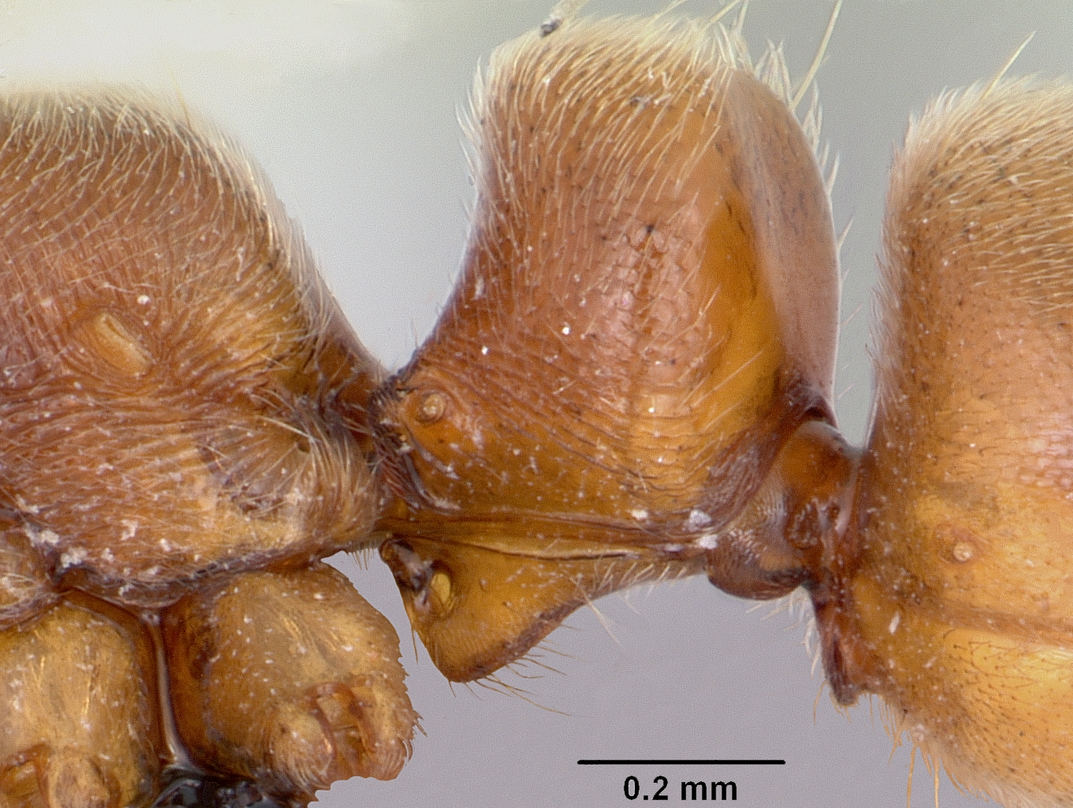
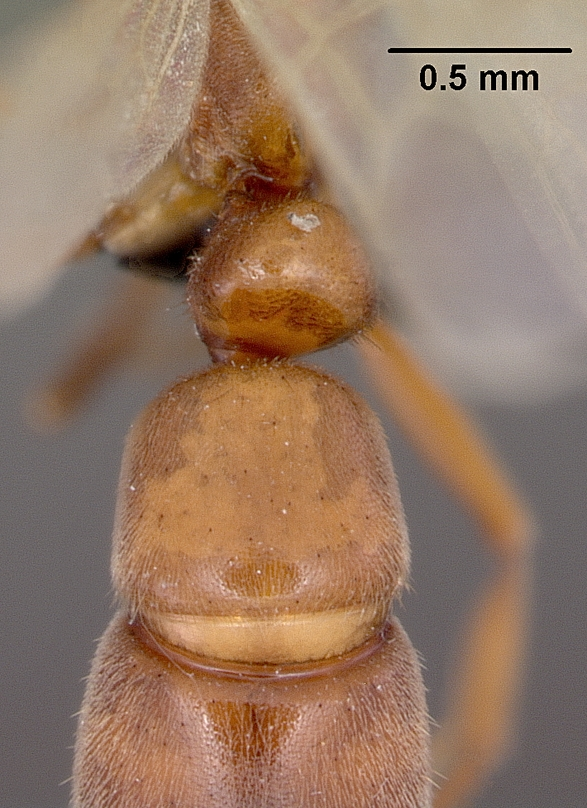